# Râul Rădășeni
Râul Rădășeni sau  Râul Buciumeni este un afluent al râului Șomuzul Mare. Râul este situat la limita nordică a orașului Fălticeni

## Hărți
- Harta județului Suceava